# Campeonato Europeo de Pentatlón Moderno de 2018
El XXVII Campeonato Europeo de Pentatlón Moderno se celebró en Székesfehérvár (Hungría) entre el 17 y el 23 de julio de 2018 bajo la organización de la Unión Internacional de Pentatlón Moderno (UIPM) y la Federación Húngara de Pentatlón Moderno.

## Sedes
Las competiciones se realizaron en tres instalaciones de la ciudad de Székesfehérvár:
| Deporte                        | Instalaciones                 |
| ------------------------------ | ----------------------------- |
| Salto ecuestre, tiro y carrera | Bregyóközi Szabadidő Központ  |
| Esgrima                        | Pabellón Deportivo Széna téri |
| Natación                       | Piscinas Csitáry G. Emil      |

## Masculino

### Individual
| Puesto | Atleta          | País        | NAT | ESG | HÍP | CAR + TIR | Total |
| ------ | --------------- | ----------- | --- | --- | --- | --------- | ----- |
| Oro    | Valentin Prades | Francia     | 295 | 232 | 293 | 657       | 1484  |
| Plata  | Ádám Marosi     | Hungría     | 300 | 245 | 293 | 644       | 1482  |
| Bronce | Joseph Choong   | Reino Unido | 308 | 227 | 293 | 640       | 1468  |

### Equipos
| Puesto | País    | NAT | ESG | HÍP | CAR + TIR | Total |
| ------ | ------- | --- | --- | --- | --------- | ----- |
| Oro    | Francia | 879 | 661 | 872 | 1955      | 4367  |
| Plata  | Hungría | 893 | 626 | 837 | 1943      | 4325  |
| Bronce | Ucrania | 888 | 684 | 855 | 1882      | 4309  |

### Por relevos
| Puesto | Atletas                            | País     | NAT | ESG | HÍP | CAR + TIR | Total |
| ------ | ---------------------------------- | -------- | --- | --- | --- | --------- | ----- |
| Oro    | Simon Casse Brice Loubet           | Francia  | 323 | 215 | 283 | 655       | 1476  |
| Plata  | Marvin Dogue Matthias Sandten      | Alemania | 317 | 206 | 290 | 658       | 1471  |
| Bronce | Pāvels Švecovs Ruslans Nakoņečnijs | Letonia  | 328 | 245 | 275 | 610       | 1458  |

## Femenino

### Individual
| Puesto | Atleta         | País        | NAT | ESG | HÍP | CAR + TIR | Total |
| ------ | -------------- | ----------- | --- | --- | --- | --------- | ----- |
| Oro    | Marie Oteiza   | Francia     | 282 | 250 | 293 | 541       | 1366  |
| Plata  | Kate French    | Reino Unido | 266 | 239 | 293 | 559       | 1357  |
| Bronce | Sarolta Kovács | Hungría     | 290 | 232 | 272 | 554       | 1348  |

### Equipos
| Puesto | País    | NAT | ESG | HÍP | CAR + TIR | Total |
| ------ | ------- | --- | --- | --- | --------- | ----- |
| Oro    | Hungría | 836 | 669 | 851 | 1670      | 4026  |
| Plata  | Irlanda | 825 | 591 | 893 | 1666      | 3975  |
| Bronce | Francia | 816 | 608 | 872 | 1673      | 3969  |

### Por relevos
| Puesto | Atletas                                | País        | NAT | ESG | HÍP | CAR + TIR | Total |
| ------ | -------------------------------------- | ----------- | --- | --- | --- | --------- | ----- |
| Oro    | Volha Silkina Iryna Prasiantsova       | Bielorrusia | 292 | 210 | 279 | 591       | 1372  |
| Plata  | Kate Coleman Lenehan Eilidh Prise      | Irlanda     | 295 | 190 | 296 | 590       | 1371  |
| Bronce | Yekaterina Juraskina Svetlana Lebedeva | Rusia       | 287 | 230 | 281 | 573       | 1371  |

## Relevo mixto
| Puesto | Atletas                             | País    | NAT | ESG | HÍP | CAR + TIR | Total |
| ------ | ----------------------------------- | ------- | --- | --- | --- | --------- | ----- |
| Oro    | Marie Oteiza Valentin Prades        | Francia | 316 | 262 | 276 | 608       | 1462  |
| Plata  | Alessandra Frezza Valerio Grasselli | Italia  | 303 | 234 | 285 | 629       | 1451  |
| Bronce | Sarolta Kovács Bence Demeter        | Hungría | 316 | 227 | 268 | 632       | 1443  |

## Medallero
| Núm. | País        | Oro | Plata | Bronce | Total |
| ---- | ----------- | --- | ----- | ------ | ----- |
| 1    | Francia     | 5   | 0     | 1      | 6     |
| 2    | Hungría     | 1   | 2     | 2      | 5     |
| 3    | Bielorrusia | 1   | 0     | 0      | 1     |
| 4    | Irlanda     | 0   | 2     | 0      | 2     |
| 5    | Reino Unido | 0   | 1     | 1      | 1     |
| 6    | Alemania    | 0   | 1     | 0      | 1     |
| 6    | Italia      | 0   | 1     | 0      | 1     |
| 8    | Letonia     | 0   | 0     | 1      | 1     |
| 8    | Rusia       | 0   | 0     | 1      | 1     |
| 8    | Ucrania     | 0   | 0     | 1      | 1     |
|      | TOTAL       | 7   | 7     | 7      | 21    |